# Duncan McLean (cầu thủ bóng đá, sinh 1868)
Duncan McLean (20 tháng 1 năm 1868 - 17 tháng 11 năm 1941) là cầu thủ bóng đá người Scotland từng chơi cho Everton, Liverpool, St Bernard's và Scotland trong những năm cuối của thế kỷ 19.

## Everton
McLean chơi cho Renton Union và Renton, trước khi ký hợp đồng với Everton vào năm 1890. Anh đã chơi một phần trong mùa vô địch 1890-91. Sự ra đi của Andrew Hannah với Renton vào mùa hè năm đó đã cho McLean cơ hội để trở thành sự lựa chọn thường xuyên hơn, mặc dù câu lạc bộ không thể lặp lại sự may mắn như năm trước và phải kết thúc thứ năm. Một mùa hè hỗn loạn diễn ra sau đó, trong đó các giám đốc, nhân viên và các cầu thủ cũng bị buộc phải chọn các bên trong tranh chấp tiền thuê trên sân Anfield, khiến câu lạc bộ chia làm hai.

## Liverpool
Everton, cùng với đại đa số cầu thủ, nhân viên và quan chức, đã chuyển đi nhưng McLean là một trong hai người đầu tiên chọn ở lại và giúp thành lập câu lạc bộ mới, Liverpool. Quyết định của anh có thể là một phản ứng với tin Andrew Hannah đang trên đường trở về Merseyside, nhưng không thành sự thật. Tại Liverpool, anh đã giúp thành lập một phần của "Đội Mac" nổi tiếng, chơi hậu vệ cánh trái đại diện cho câu lạc bộ Anfield trong trận đấu giải Lancashire League, với chiến thắng 8-0 trước Lower Walton vào ngày 3 tháng 9 năm 1892, họ tiếp tục giành được danh hiệu và được thăng lên Football League Division Two vào năm 1893. McLean cũng là thành viên của đội hình Liverpool đầu tiên trong trận đấu ở Football League với Middlesbrough Ironopolis F.C., trận đấu mà Liverpool thắng 2-0. Họ vẫn bất bại và cũng đánh bại Newton Heath, đội nay là Man United vào năm 1902, với 5 bàn thắng rất đáng nể của anh. Vận may của McLean, cùng với Liverpool, đã giảm xuống khi Lữ đoàn đỏ bị rớt thẳng xuống 2 hạng vào cuối mùa giải 1894-95.

## St Bernard's và Scotland
McLean rời Anfield vào năm 1895 chuyển đến bên St Bernard's nơi anh kết thúc sự nghiệp. Trong khi ở St Bernard's, McLean đã chơi cho Scotland hai lần. Trận ra mắt của anh đến vào ngày 21 tháng 3 năm 1896 với Wales trong trận đấu tranh giải vô địch Anh tại cảng Carolina, Dundee, Scotland đã thắng 4-0. Trận đấu thứ hai của anh là vào ngày 27 tháng 3 năm 1897 với Ireland tại Ibrox Park, Glasgow, Scotland với chiến thắng 5-1.
Em trai Andrew của anh cũng là một cầu thủ bóng đá chuyên nghiệp ở Renton.

## Thống kê danh hiệu
Cầu thủ bóng đá:
- Everton: Vô địch Football League 1891
- Liverpool: Vô địch Football League Second Division Champions
- Scotland (1896-1897): 2 lần ra sân